# Elaeocarpus tuberculatus
Elaeocarpus tuberculatus là một loài thực vật có hoa trong họ Côm. Loài này được Roxb. mô tả khoa học đầu tiên năm 1832.

## Hình ảnh

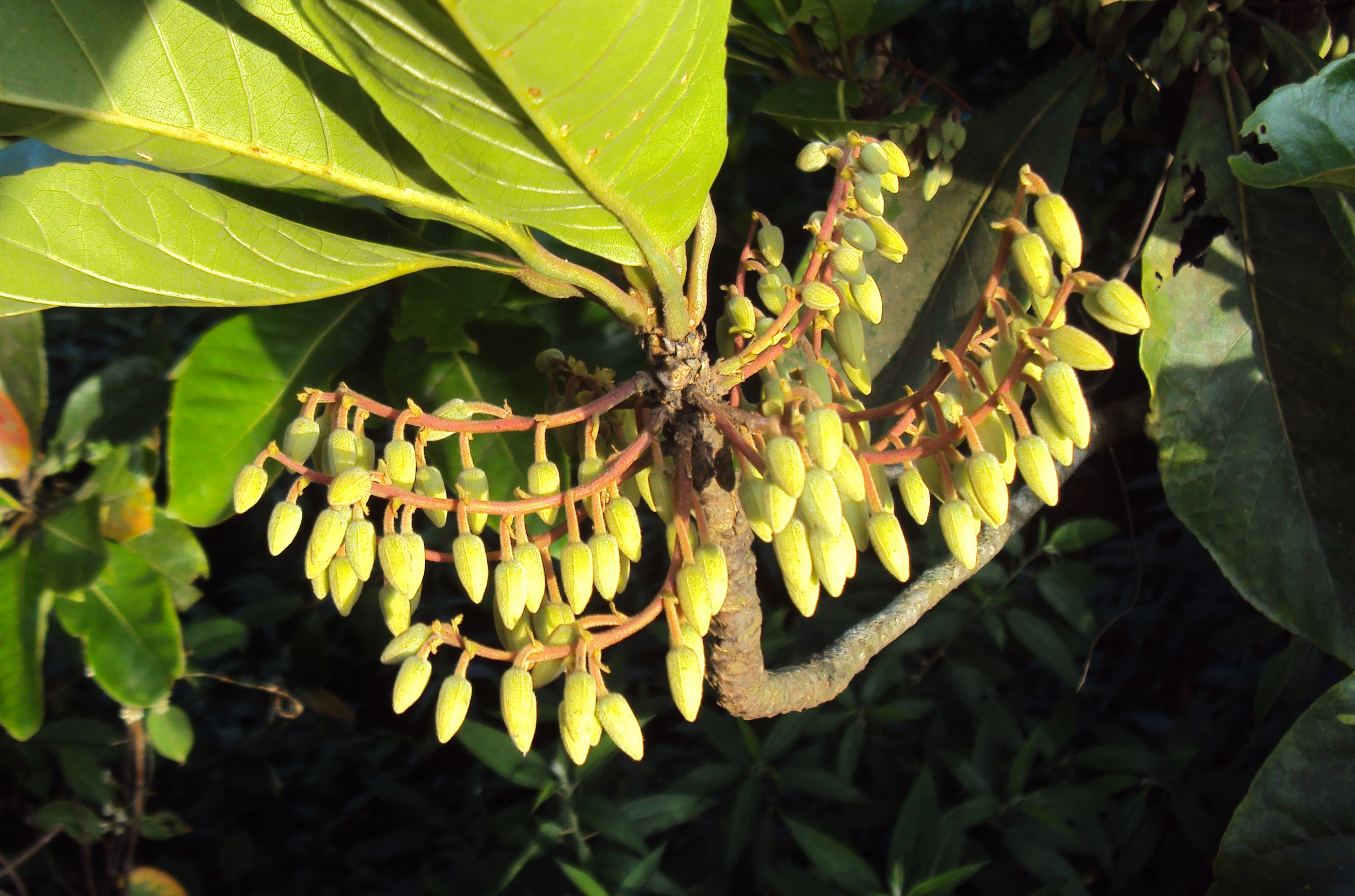
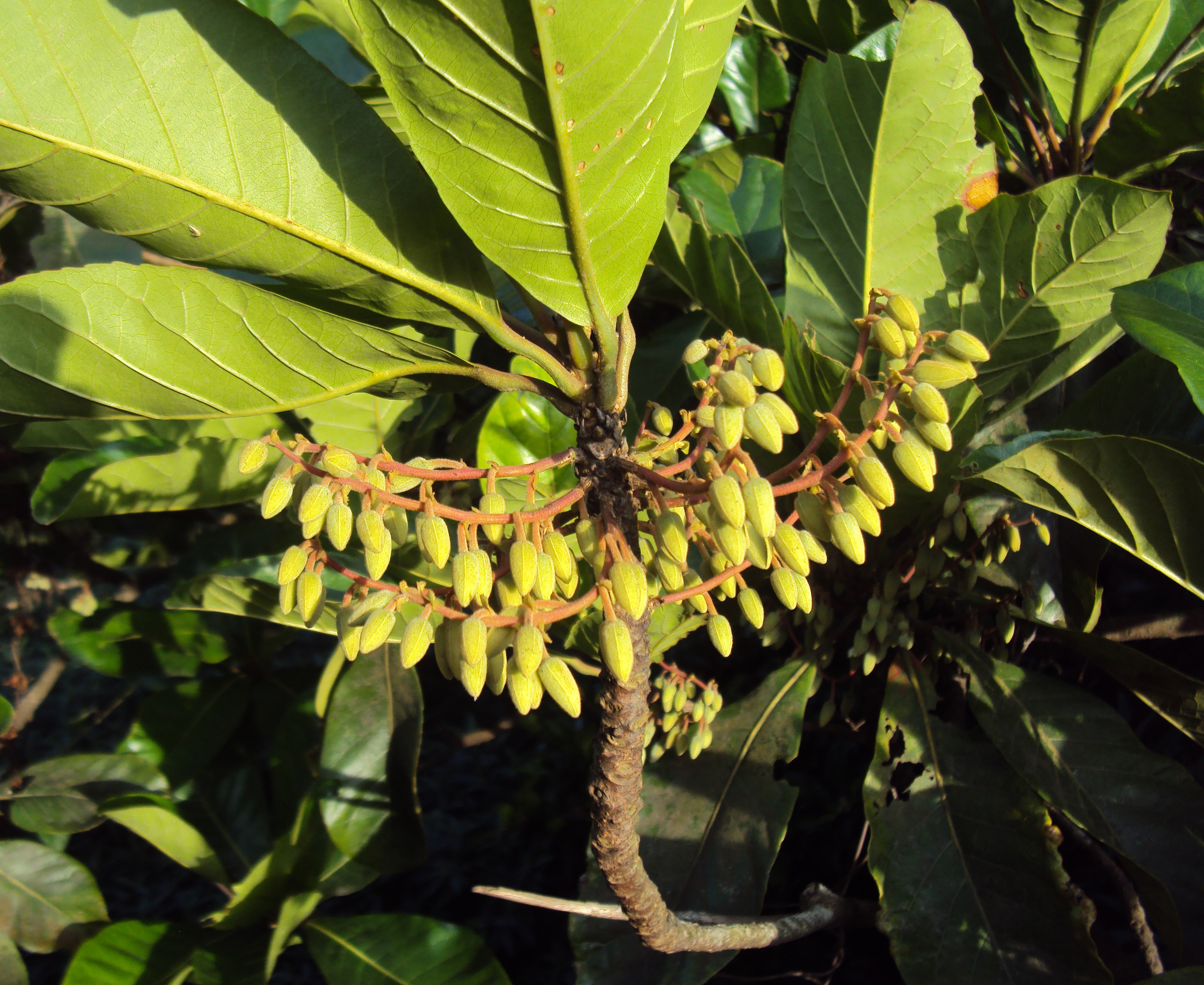
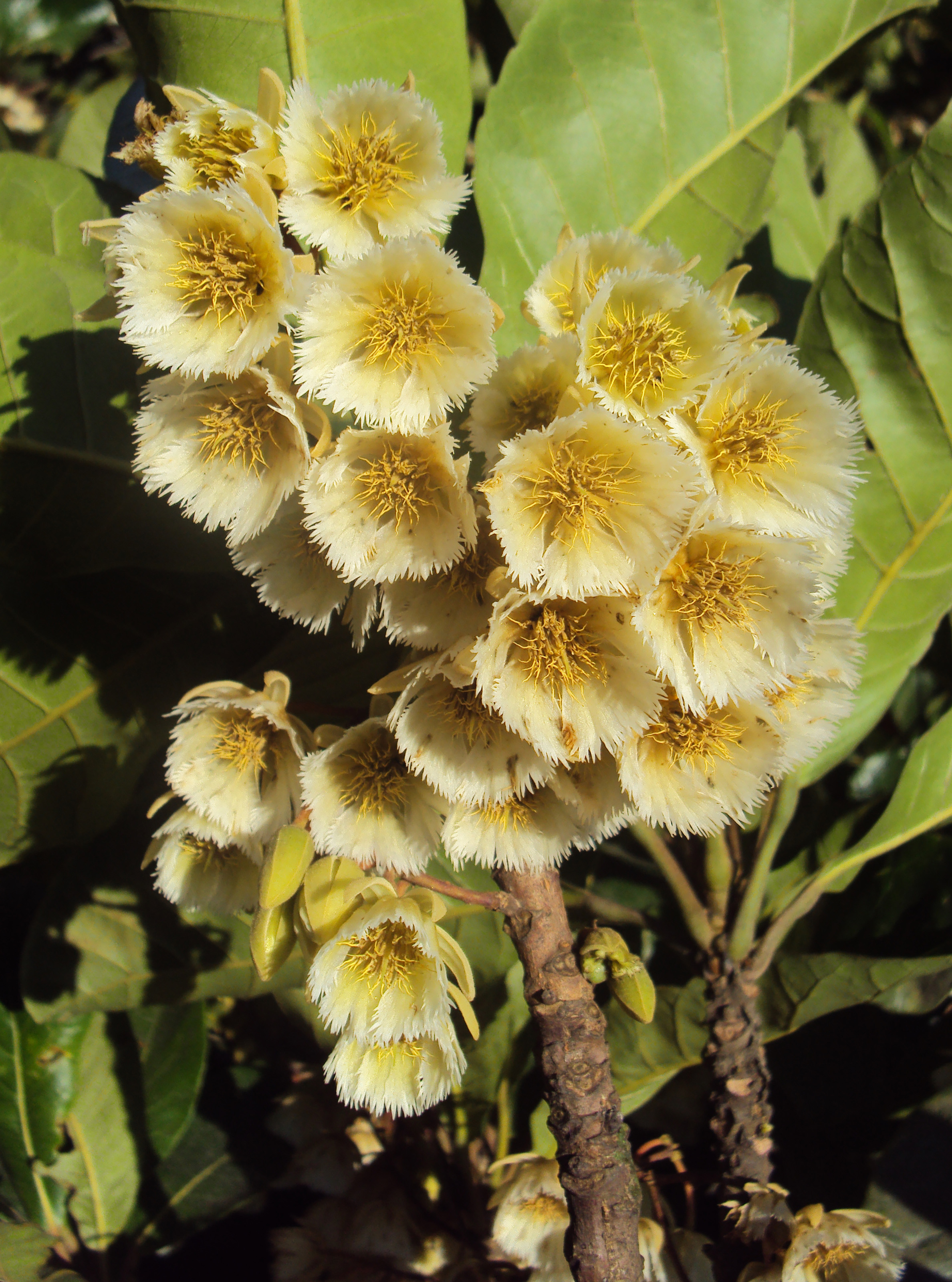
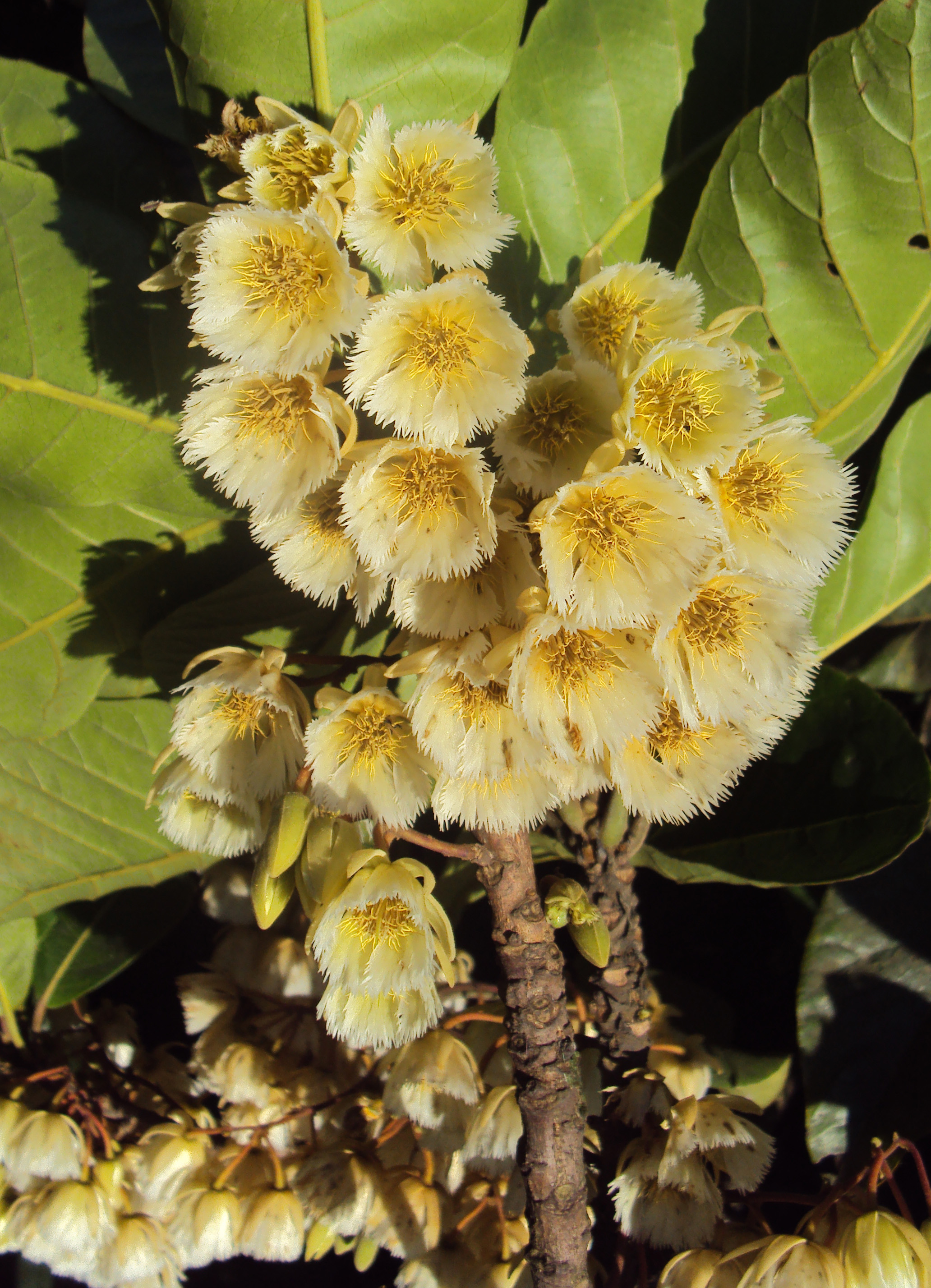